# Jordi Fortià
Jordi Fortià Martí, también conocido como Jorg Fortià, es un ex ciclista profesional español. Nació en Flassá (provincia de Gerona) el 16 de septiembre de 1955. Fue profesional entre 1977 y 1981 ininterrumpidamente.
Su mayor éxito como profesional fue la medalla de bronce en el Campeonato de España en Ruta de 1977, disputado en Sabadell (Barcelona), solamente superado por Manuel Esparza y José Nazábal, oro y plata respectivamente. Cosechó notables actuaciones en la Vuelta a los Valles Mineros, donde logró subir al pódium en dos ocasiones.

## Palmarés
1977
- Medalla de Bronce en el Campeonato de España en Ruta

1980
- Trofeo Elola

## Equipos
- Novostil-Gios (1977)
- Transmallorca (1978)
- Novostil-Helios (1979)
- Kelme (1980-1981)